# Nolan Patrick
Nolan James Patrick (nacido el 19 de septiembre de 1998) es un jugador de hockey sobre hielo profesional canadiense que juega como centro para los Vegas Golden Knights de la National Hockey League (NHL). También fue seleccionado y jugo para los Philadelphia Flyers en el Draft de entrada de la NHL de 2017.

## Carrera

### Juvenil
A medida que Patrick se involucraba más en el hockey, su padre transformó el garaje familiar en un gimnasio en casa y entrenaba con su tío durante el verano. Jugó hockey sobre hielo de la División 1 de la Liga de hockey AAA Bantam con los Winnipeg Hawks durante la temporada 2012-13, donde registró 75 puntos en 19 juegos. Se perdió casi la mitad de la temporada debido a una lesión en el hombro, pero no obstante fue considerado como un prospecto muy promocionado.
Patrick fue seleccionado en la primera ronda, cuarto en general, por Brandon Wheat Kings en el WHL Bantam Draft 2013. En diciembre de 2013, durante la temporada 2013-14 de los Wheat Kings, una gran cantidad de lesiones en la lista hicieron que lo llamaran de los Midget AAA Winnipeg Thrashers. Inicialmente no estuvo disponible al ser convocado debido a una lesión en el hombro y no jugó durante la convocatoria. Eventualmente jugó tres juegos con los Wheat Kings al final de su temporada con los Winnipeg Thrashers. Comenzó su temporada de novato en la temporada 2014-15, donde anotó 30 goles y 56 puntos en 55 partidos. Entre mediados de febrero y mediados de marzo de 2015, Patrick se perdió 12 partidos por una lesión en la parte superior del cuerpo, aunque los informes iniciales indicaron que se trataba de una lesión en la parte inferior del cuerpo. Posteriormente, recibió el Trofeo Jim Piggott Memorial como el novato del año de la WHL a pesar de perderse un total de 17 juegos esa temporada.
Durante la temporada 2015-16, Patrick terminó quinto en anotaciones de la liga y fue el primer Wheat King de 17 años en anotar más de 100 puntos desde 1976-77 cuando Ray Allison y Brian Propp eclipsaron la marca del siglo. Jugó un papel integral en ganar la Copa Ed Chynoweth, liderando a todos los jugadores en puntos de postemporada y fue nombrado MVP de los playoffs de la WHL. Después de la temporada, se reveló que Patrick había sufrido una hernia deportiva el 27 de abril de 2016 durante el Juego 4 de la serie final de la Conferencia Este de la WHL contra los Red Deer Rebels y había jugado las Finales de la WHL y la Copa Memorial 2016 con la lesión. Tras la campaña 2015-16, se sometió a una cirugía de hernia deportiva.
Para la temporada 2016-17, Patrick fue nombrado capitán de los Wheat Kings. Al comienzo de la temporada, Patrick fue ampliamente considerado como el principal prospecto del Draft de entrada de la NHL de 2017. Dan Marr, director de Central Scouting de la NHL, dijo: "Patrick es un paquete de la NHL tan completo como lo que vas a encontrar. Desde su pedigrí, sus habilidades y activos, hasta el impacto de su desempeño hasta la fecha, tiene todo lo que cualquier equipo de la NHL está buscando". en una perspectiva superior". Sin embargo, después de jugar seis juegos para comenzar la temporada, los Wheat Kings anunciaron el 14 de octubre de 2016 que Patrick había sido nuevamente marginado por una lesión en la parte superior del cuerpo. A pesar de que inicialmente se diagnosticó como un día a día, la lesión continuó hasta noviembre, cuando se reveló que era una complicación de la hernia deportiva de la temporada anterior. El 5 de diciembre de 2016, Hockey Canada anunció que Patrick no había sido autorizado médicamente para participar en el campo de entrenamiento mundial juvenil de 2017 del equipo de Canadá y, por lo tanto, no jugaría en el Campeonato mundial juvenil de hockey sobre hielo de 2017.
A pesar de perderse la mayor parte de la temporada regular y los cuatro juegos de playoffs debido a lesiones, Patrick fue clasificado como el patinador norteamericano número 1 por NHL Central Scouting. Dan Marr declaró: "Ha demostrado con creces en los últimos tres años que es auténtico y que será un jugador de impacto en la NHL". El 23 de junio de 2017, Nolan Patrick fue seleccionado segundo en general por los Philadelphia Flyers en el Draft de la NHL de 2017. El 17 de julio de 2017, Patrick firmó un contrato de nivel de entrada de tres años con los Philadelphia Flyers. Antes de que comenzara el campamento de desarrollo de los Flyers, se anunció que Patrick no participaría porque se estaba recuperando de una cirugía abdominal realizada el 13 de junio de 2017.

### Profesional

#### Philadelphia Flyers
Patrick hizo su debut en la NHL el 4 de octubre de 2017 contra los San Jose Sharks. Registró su primer punto de la NHL en su tercer juego con una asistencia en el gol del estudiante de segundo año Ivan Provorov contra los Anaheim Ducks en una victoria por 3-2 en tiempo extra. Marcó su primer gol en la NHL contra los Nashville Predators en su cuarto juego el 10 de octubre de 2017. Patrick anotó su primer gol con 9:25 restantes en el segundo período. Patrick fue golpeado por el jugador de los Anaheim Ducks Chris Wagner el 24 de octubre de 2017 y se perdió 9 juegos para recuperarse de la lesión. Patrick terminó la temporada regular con 30 puntos en 73 juegos.
En su temporada de novato, los Flyers llegaron a los playoffs de la Copa Stanley y se enfrentaron a los Pittsburgh Penguins en la primera ronda. En el Juego 2 de la serie, Patrick anotó su primer gol en los Playoffs de la NHL. Patrick terminó la postemporada con 2 puntos en 6 juegos. El 21 de julio de 2018, Patrick fue seleccionado como el jugador destacado número 1 para 2018-19 por NHL Network.
Mientras hacía ejercicio durante la temporada baja de 2019, Patrick comenzó a sentir dolores de cabeza y, como resultado, sintió que su rendimiento se resiente. Inicialmente se le diagnosticó una "lesión en la parte superior del cuerpo" en el campo de entrenamiento de los Flyers, y en septiembre, un neurólogo de la Universidad de Míchigan le diagnosticó a Patrick un trastorno de migraña. Cuando Fletcher anunció el diagnóstico de Patrick, aclaró que no se creía que las migrañas estuvieran relacionadas con el hockey y que la afección era hereditaria de la familia de Patrick. Comenzó a patinar con el equipo en febrero de 2020 y esperaba comenzar a jugar antes del final de la temporada regular. La temporada 2019-20 de la NHL se suspendió indefinidamente el 12 de marzo de 2020 debido a la pandemia de COVID-19. Cuando la NHL comenzó su "Plan de Regreso al Juego" en julio, Patrick no estaba en la lista del campo de entrenamiento de los Flyers.
El 16 de octubre de 2020, Patrick aceptó una oferta calificada de un año de los Flyers, con un valor de $874,125. Al ingresar al campo de entrenamiento 2020-21 de los Flyers, Patrick borró todos los protocolos médicos y comenzó a practicar en línea con Travis Konecny y Carsen Twarynski. Patrick anotó un gol en la apertura de la temporada de los Flyers, una victoria por 6-3 sobre los Pittsburgh Penguins. Fue su primer juego de la NHL en 650 días. No pudo llevar ese impulso durante el resto de la temporada acortada por la pandemia; Patrick jugó en 52 de los 56 juegos de los Flyers, anotando solo cuatro goles y cinco asistencias y logrando un -30 más-menos en el proceso. Patrick dijo a los periodistas después que se sentía "como si hubiera entrado detrás de la bola ocho" y que, al comienzo de la temporada, había evitado el contacto fuerte debido a su trastorno de migraña. Se perdió dos juegos a mediados de abril después de recibir un tiro de su compañero de equipo Philippe Myers en la oreja, una lesión que a Patrick le preocupaba que amplificaría sus dolores de cabeza.

#### Vegas Golden Knights
Después de la temporada 2020-21, Patrick adquirió un nuevo agente, lo que generó rumores de que iba a solicitar un intercambio de los Flyers. El 17 de julio de 2021, poco antes del Draft de expansión de la NHL de 2021, los Flyers cambiaron a Patrick y Philippe Myers a los Nashville Predators a cambio del defensa Ryan Ellis. Mientras Myers permanecía en Nashville, los Predators inmediatamente enviaron a Patrick a los Vegas Golden Knights para adquirir al alero Cody Glass. Dos meses después, Vegas firmó a Patrick con un contrato de dos años y $2.4 millones. Los Golden Knights sufrieron una serie de lesiones durante los primeros juegos de la temporada, y Patrick quedó fuera de juego por una lesión en la parte superior del cuerpo el 22 de octubre, luego de su primer gol de la temporada en la derrota ante los Edmonton Oilers.

### Selección nacional
En noviembre de 2014, Patrick fue nombrado capitán de Canada Red en el Desafío Mundial de Hockey Sub-17 de 2014.
Patrick no recibió autorización médica para jugar para el equipo de Canadá en el Campeonato Mundial Juvenil de Hockey sobre Hielo de 2017, aunque más tarde fue invitado a la Exhibición Mundial Juvenil de Verano del Equipo de Canadá antes del Campeonato Mundial Juvenil de Hockey sobre Hielo de 2018.

## Vida personal
Patrick tiene un impresionante linaje atlético. Su padre, Steve, jugó 250 partidos en la NHL y su madre, Carrie (de soltera Chernomaz), jugó voleibol con la Universidad de Winnipeg Wesmen y el equipo nacional de voleibol de Canadá; se ganó un lugar en la lista del equipo de Canadá para los Juegos Olímpicos de verano de 1996, pero un el ligamento cruzado anterior desgarrado le impidió participar. Por parte paterna, su abuelo, Stephen Patrick, jugó fútbol para los Winnipeg Blue Bombers y luego se convirtió en político. Su tío, James Patrick, jugó 1280 partidos en la NHL y se desempeñó como entrenador asistente de Buffalo Sabres y Dallas Stars antes de asegurar su puesto actual como entrenador en jefe de Winnipeg Ice of the WHL. Cuando era adolescente, Patrick entrenaba con su tío durante el verano y ha acreditado la influencia de su tío como "enorme" en su carrera. Su tía paterna, Tara, jugaba voleibol universitario en la Universidad de Winnipeg, donde ella y la madre de Patrick eran compañeras de equipo. Por parte materna, su tío, Rich Chernomaz, jugó 51 partidos en la NHL y actualmente se desempeña como entrenador en jefe de los Ravensburg Towerstars del DEL2.
Las dos hermanas de Patrick también juegan al hockey. Su hermana mayor, Madison, fue defensa con los Thunderbirds de la Universidad de Columbia Británica de 2014 a 2019. Su hermana menor, Aimee, está comprometida con los Bisons de la Universidad de Manitoba y será estudiante de primer año para la temporada 2020-21.
Patrick es de ascendencia ucraniana a través de su bisabuelo paterno, y el apellido original de la familia es "Patrebka".
Patrick y su familia también son ávidos cazadores. Poseen una cabaña en Falcon Lake donde caza con rifle, arco o lanza.